# Listă de filme dramatice înainte de 1920
Aceasta este o listă de filme dramatice înainte de 1920:

## Anii 1900

### 1909
- At the Altar
- Corner in Wheat, A
- Country Doctor, The
- Drunkard's Reformation, A
- Fools of Fate
- Golden Louis, The
- Hessian Renegades, The
- Lonely Villa, The
- Midsummer Night's Dream, A
- Resurrection
- Sealed Room, The
- Trap for Santa Claus, A

## Anii 1910

### 1910
- Christmas Carol, A
- Fugitive, The
- House with Closed Shutters, The
- In Old California
- In the Border States
- Lad from Old Ireland, A
- Ramona
- Unchanging Sea, The

### 1911
- Battle, The
- Brown of Harvard
- Buddhist Priestess, The
- Cally's Comet
- Colonel and the King, The
- Flames and Fortune
- For Her Sake
- Her Awakening
- Higher Law, The
- His Trust
- His Trust Fulfilled
- Inferno, L'
- Lonedale Operator, The
- Pasha's Daughter, The
- Railroad Builder, The
- Smuggler, The
- Sweet Memories
- Tale of Two Cities, A
- That's Happiness
- Voice of the Child, The
- What Shall We Do with Our Old?

### 1912
- Aurora Floyd
- Baby Hands
- Battle of Wits, A
- Brutality
- Burglar's Dilemma, The
- County Fair, The
- Cry for Help, A
- Deserter, The
- From the Manger to the Cross
- God Within, The
- Gold and Glitter
- Heredity
- In Nacht und Eis
- In the Aisles of the Wild
- Informer, The
- It Happened Thus
- Land Beyond the Sunset, The
- Little Girl Next Door, The
- Maud Muller
- Musketeers of Pig Alley, The
- New Cure for Divorce, A
- New York Hat, The
- Painted Lady, The
- Please Help the Pore
- Power of Melody, The
- Primitive Man's Career to Civilization, A
- Put Yourself in His Place
- Richard III
- Saved from the Titanic
- Street Singer, The
- Tell-Tale Message, The
- Thunderbolt, The
- Two Daughters of Eve
- Voice of Conscience, The
- Young Millionaire, The

### 1914
- The Mother and the Law
- The Squaw Man
- What's-His-Name?

### 1916
- The Abandonment
- Lights of New York
- Romeo and Juliet

### 1917
- Berg-Ejvind och hans hustru
- Great Expectations
- Tale of Two Cities, A

### 1918
- The Embarrassment of Riches

### 1919
- Blind Husbands
- Sir Arne's Treasure